# Amigo (Spieleverlag)
Die AMIGO Spiel + Freizeit GmbH ist ein Spieleverlag mit Sitz in Dietzenbach im hessischen Landkreis Offenbach in Deutschland.

## Geschichte

### Anfänge
AMIGO wurde 1980 von Rudolf Jansen zusammen mit Günther Voigt in Rödermark gegründet, wobei sich der Name von dem gleichnamigen Hotel Amigo in Brüssel ableitet, in dem der Entschluss zur Verlagsgründung gefasst wurde. Das Unternehmen veröffentlichte von Beginn an vorwiegend kleine Kartenspiele und das erste Spiel im Programm war das Kartenspiel Zac. Mit Rubik’s Snake und dem deutschen Vertrieb des UNO-Kartenspiels für die ehemalige amerikanische Firma International Games wurde das Unternehmen bekannt. In der Folge kamen weitere Spiele in das Programm und 1985 wurde das Spiel Campus von André Francois für das Spiel des Jahres nominiert. 1991 erschien das Familienspiel Tutti Frutti von Haim Shafir, das aufgrund der gleichnamigen Fernsehshow bald darauf zu Halli Galli umbenannt wurde.

### Umsatzeinbruch und Umstrukturierung
Durch die Übernahme von International Games durch Mattel im Jahr 1992 wurde das Spiel UNO seit diesem Jahr durch Mattel selbst vertrieben, dadurch kam es bei Amigo zu einem größeren finanziellen Einbruch. Die Gründer Jansen und Voigt verkauften den Verlag an die Berliner Kapitalbeteiligungsgesellschaft und Uwe Pauli wurde als neuer Geschäftsführer eingesetzt, der für das Logistikunternehmen Company for Business Developments GmbH (CBD) tätig war, und der Verlagssitz wurde nach Dietzenbach verlegt. CBD übernahm die Logistik für Amigo bis 2009, seitdem arbeitet der Verlag mit der VVA arvato GmbH in der Bertelsmann Gruppe als neuem Logistikpartner zusammen.

### Weitere Entwicklungen

Magic: The Gathering

Im Jahr 1995 wurde das Sammelkartenspiel Magic: The Gathering als erstes Spiel seiner Art durch Amigo in Deutschland eingeführt (bis 2006, seitdem Universal Cards). 1998 erhielt der Verlag mit dem Brettspiel Elfenland von Alan R. Moon die Auszeichnung Spiel des Jahres und erzielte bei der Verleihung des Deutschen Spielepreises den dritten Platz. In den 1990er Jahren erschienen zudem mehrere Kartenspielklassiker wie 6 nimmt!, Wizard und Bohnanza, die später in weiteren Auflagen und darauf aufbauenden Spielen zu Serien ausgebaut wurden. 1999 erhielt Amigo zudem die deutschen Lizenz- und Vertriebsrechte des Rollenspielens Dungeons and Dragons und erweiterte das Sammelkartenangebot um das Pokémon-Sammelkartenspiel. 2004 kam das Yu-Gi-Oh!-Sammelkartenspiel von Konami hinzu und seit 2015 hat Amigo zudem das Sammelkartensystem Force of Will im Programm.
Durch eine 2009 gegründete eigene Eventabteilung startete Amigo verschiedene Turnierserien für die Spiele Wizard, Set, Saboteur, Bohnanza, 6 nimmt! und seit 2017 auch für ICECOOL. Der Verlag vertreibt heute neben eigenen Produkten auch Produkte von verschiedenen Vertriebspartnern wie Spin Master, Crayola und Ultra PRO sowie PiNAO Sports. Das Unternehmen beschäftigt derzeit etwa 50 Mitarbeiter. 2018 gab der Verlag bekannt, dass er mit AMIGO Games Inc. ein eigenständiges Unternehmen in Austin, Texas, für den amerikanischen Markt starten wird.

## Bekannte bei Amigo erschienene Spiele
| - 6 nimmt! mit mehreren Folgespielen: Hornochsen!, 11 nimmt!, X nimmt! - Auf die Nüsse! - Bohnanza mit zahlreichen Ergänzungen und eigenständigen Folgespielen - Bohnanza: Das Duell als Zwei-Spieler-Version von Bohnanza - Café International, grafisch überarbeitete Neuauflage des ursprünglich bei Mattel erschienenen Spiel des Jahres 1989 - Druids - Dungeons & Dragons - Diskwars (Tabletop) - Elfenland, Spiel des Jahres 1998 - Fluxx mit verschiedenen Ablegern - Force of Will, Sammelkartenspiel - Gier - Der Große Dalmuti - Geschenkt … ist noch zu teuer! - Guillotine - Halli Galli und weitere Spiele von Haim Shafir, etwa Speed Cups, Speed Dice und RinglDing - Hochspannung (2019) und Unter Spannung (2016) - ICECOOL, Kinderspiel des Jahres 2017 - Intrige | - Medici - Mü & Mehr (ursprünglich von Spiele von Doris und Frank) - Ogallala - Privacy - Rage - Razzia! - Robo Rally - Römisch Pokern - Saboteur, Saboteur 2 und Saboteur: Das Duell - Set - Sneaky Cards - SOLO - Sticheln - Union Pacific, nominiert zum Spiel des Jahres 1999 - Uno - Voll in Fahrt - Verflucht! - Wizard - X-Code - Zauberberg |

## Auszeichnungen
Zahlreiche Spiele des Verlags wurden mit nationalen und internationalen Preise ausgezeichnet:
| Spiel des Jahres - Campus: Auswahlliste 1985 - Casablanca: Auswahlliste 1991 - Tutanchamun: Auswahlliste 1993 - 6 nimmt!: Auswahlliste 1994 - Medici: Auswahlliste 1995 - Bohnanza: Auswahlliste 1997 - Elfenland: Gewinner 1998 - Union Pacific: Nominierung 1999 - Die Dracheninsel: Nominierung 2003 - Die sieben Siegel: Empfehlungsliste 2004 - Geschenkt … ist noch zu teuer!: Empfehlungsliste 2005 - Tanz der Hornochsen: Empfehlungsliste 2005 - Fettnapf ... in Sicht: Empfehlungsliste 2006 - Alchemist: Empfehlungsliste 2007 - Pingu-Party: Empfehlungsliste 2008 - Einauge sei wachsam: Empfehlungsliste 2009 - Poison: Empfehlungsliste 2009 - Jäger und Sammler: Empfehlungsliste 2010 - Blockers!: Empfehlungsliste 2011 - Deja-Vu: Empfehlungsliste 2017 - Lama: Nominierung 2019 Kinderspiel des Jahres - Lauras Sternenspiel: Nominierung 2003 - ICECOOL: Gewinner 2017 - Fröschis: Empfehlung 2022 - Zauberberg: Gewinner 2022 | Deutscher Spielepreis - Casablanca: Rang 5, 1991 - Tutanchamun: Rang 2, 1993 - Sticheln: Rang 8, 1993 - 6 nimmt!: Gewinner, 1994 - Capone: Rang 2, 1994 - Medici: Rang 5, 1995 - Hattrick: Rang 8, 1995 - Bohnanza: Rang 5, 1997 - Elfenland: Rang 3, 1998 - Union Pacific: Rang 3, 1999 - Piratenbucht: Rang 9, 2002 Deutscher Kinderspielepreis - ICECOOL: Gewinner 2017 À-la-carte-Kartenspielpreis - Tutti Frutti (später Halli Galli): Rang 3, 1991 - Pirat: Rang 1, 1992 - Sticheln: Rang 1, 1993 - 6 nimmt!: Rang 1, 1994 - Hattrick: Rang 2, 1995 - Bohnanza: Rang 1, 1997 - Geschenkt … ist noch zu teuer!: Rang 2, 2005 - Byzanz: Rang 2, 2009 - R-Öko: Rang 2, 2010 - 11 nimmt!: Rang 3, 2010 - Stich-Meister: Rang 2, 2011 - Krass Kariert: Rang 1, 2018 |